# Aartsbisdom Palmas

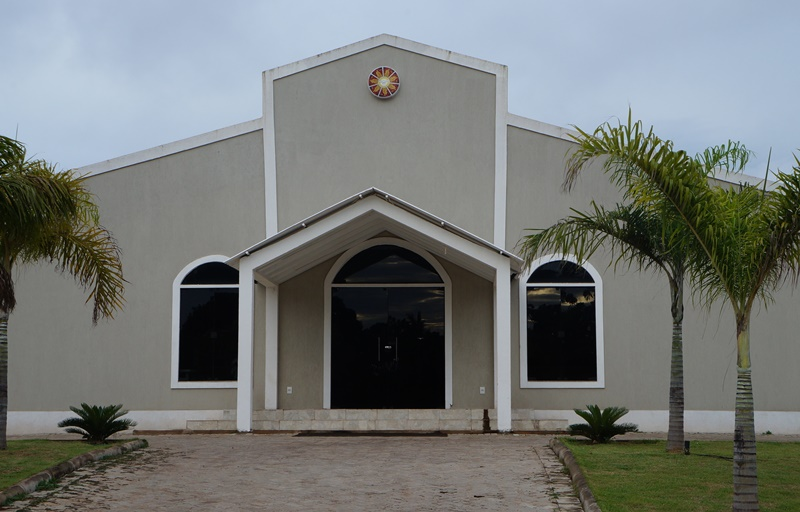
Kathedraal van Palmas

Het aartsbisdom Palmas (Latijn: Archidioecesis Palmensis in Brasilia, Portugees: Arquidiocese de Palmas) is een rooms-katholiek aartsbisdom in Brazilië met zetel in Palmas. Het omvat de volgende suffragane bisdommen:
- Araguaína
- Cristalândia
- Miracema do Tocantins
- Porto Nacional
- Tocantinópolis

Het aartsbisdom Palmas werd in 1996 opgericht en was een afsplitsing van de bisdommen Miracema do Tocantins en Porto Nacional.
Het aartsbisdom telt 332.952 inwoners, waarvan 56,9% rooms-katholiek is (cijfers 2019), verspreid over 36 parochies.